# Андерсон, Эллиот
Э́ллиот Джу́ниор А́ндерсон (англ. Elliot Junior Anderson; 6 ноября 2002) — английский и шотландский футболист, полузащитник клуба «Ноттингем Форест».

## Клубная карьера
Уроженец Уитли-Бэй (графство Тайн-энд-Уир), Андерсон выступал за детскую команду «Уоллсенд Бойз», в возрасте восьми лет присоединился к футбольной академии «Ньюкасл Юнайтед». В ноябре 2019 года подписал с клубом свой первый профессиональный контракт. 9 января 2021 года дебютировал в основном составе «сорок» в матче Кубка Англии против «Арсенала». 18 января 2021 года дебютировал в Премьер-лиге, вновь в матче против «Арсенала».
31 января 2022 года Андерсон отправился в аренду в клуб Лиги 2 «Бристоль Роверс» до конца сезона 2021/22. После игры против «Колчестер Юнайтед», в которой Андерсон забил победный гол, главный тренер «Бристоль Роверс» Джои Бартон сранвил стиль игры  Эллиота с Диего Марадоной . По итогам марта гол Андерсона после сольного прохода в ворота «Харрогит Таун» был признан лучшим голом месяца в Лиге 2. В мае Андерсон получил приз лучшему молодому игроку в Английской футбольной лиге за апрель, когда он забил 3 гола и сделал 2 голевые передачи в 6 матчах, а также приз лучшему игроку Лиги 2 в апреле.
В сентябре 2022 года Андерсон подписал новый долгосрочный контракт с «Ньюкасл Юнайтед».
1 июля 2024 года перешёл в «Ноттингем Форест» за 35 млн фунтов, подписав с клубом пятилетний контракт.

## Карьера в сборной
Хотя Эллиот родился в Англии, у него есть шотландские предки со стороны бабушки по отцу. Он выступал за юношеские сборные Шотландии. 27 марта провёл один матч за сборную Англии до 19 лет. В июне 2022 года дебютировал за сборную Шотландии до 21 года в матче против Бельгии.

## Достижения
«Бристоль Роверс»
- Третье место в Лиге 2 (выход в Лигу 1): 2021/22

Личные достижения
- Гол месяца в Лиге 2: март 2022[9]
- Молодой игрок месяца Английской футбольной лиги: апрель 2022[10]
- Игрок месяца в Лиге 2: апрель 2022[11]